# Comuna Dumitrița, Bistrița-Năsăud
Dumitrița (în maghiară: Kisdemeter, în germană: Waltersdorf) este o comună în județul Bistrița-Năsăud, Transilvania, România, formată din satele Budacu de Sus, Dumitrița (reședința) și Ragla.
Comuna a fost înființată prin Legea Nr.537 din 24 septembrie 2002, publicată în Monitorul Oficial Nr.707 din 27 septembrie 2002.

## Demografie
Componența etnică a comunei Dumitrița
     Români (86,49%)
     Romi (6,33%)
     Alte etnii (0,1%)
     Necunoscută (7,09%)
Componența confesională a comunei Dumitrița
     Ortodocși (81,72%)
     Penticostali (7,44%)
     Martori ai lui Iehova (2,77%)
     Alte religii (0,76%)
     Necunoscută (7,31%)
Conform recensământului efectuat în 2021, populația comunei Dumitrița se ridică la 3.145 de locuitori, în creștere față de recensământul anterior din 2011, când fuseseră înregistrați 2.730 de locuitori. Majoritatea locuitorilor sunt români (86,49%), cu o minoritate de romi (6,33%), iar pentru 7,09% nu se cunoaște apartenența etnică. Din punct de vedere confesional, majoritatea locuitorilor sunt ortodocși (81,72%), cu minorități de penticostali (7,44%) și martori ai lui Iehova (2,77%), iar pentru 7,31% nu se cunoaște apartenența confesională.

## Politică și administrație
Comuna Dumitrița este administrată de un primar și un consiliu local compus din 13 consilieri. Primarul, Ilie-Vasile Uchrenciuc[*], de la Partidul Social Democrat, este în funcție din 2016. Începând cu alegerile locale din 2024, consiliul local are următoarea componență pe partide politice:
|  | Partid                          | Consilieri | Componența Consiliului | Componența Consiliului | Componența Consiliului | Componența Consiliului | Componența Consiliului | Componența Consiliului | Componența Consiliului | Componența Consiliului |
|  | ------------------------------- | ---------- | ---------------------- | ---------------------- | ---------------------- | ---------------------- | ---------------------- | ---------------------- | ---------------------- | ---------------------- |
|  | Partidul Social Democrat        | 8          |                        |                        |                        |                        |                        |                        |                        |                        |
|  | Alianța pentru Unirea Românilor | 2          |                        |                        |                        |                        |                        |                        |                        |                        |
|  | Partidul Național Liberal       | 2          |                        |                        |                        |                        |                        |                        |                        |                        |
|  | Roman Cristian-Vasile           | 1          |                        |                        |                        |                        |                        |                        |                        |                        |

## Atracții turistice
- Biserica evanghelică din satul Dumitrița, construcție secolul al XVI-lea, astăzi preluată de comunitatea ortodoxă
- Rezervația naturală "Piatra Corbului" (5 ha)
- Rezervația naturală "Râpa Verde" (1 ha)
- Rezervația naturală "Râpa Mare" (1 ha), sit fosilifer

"Cabana Turistica Izvorul Muntelui" 
"Cabana Aluneasa"
"Cabana lui Nicolae Ceaușescu"
"Pista de elicoptere"
- Cușma (sit de importanță comunitară inclus în rețeaua europeană Natura 2000 în România)

## Vezi și
- Biserica evanghelică din Dumitrița
- Cușma (sit de importanță comunitară)

## Imagini

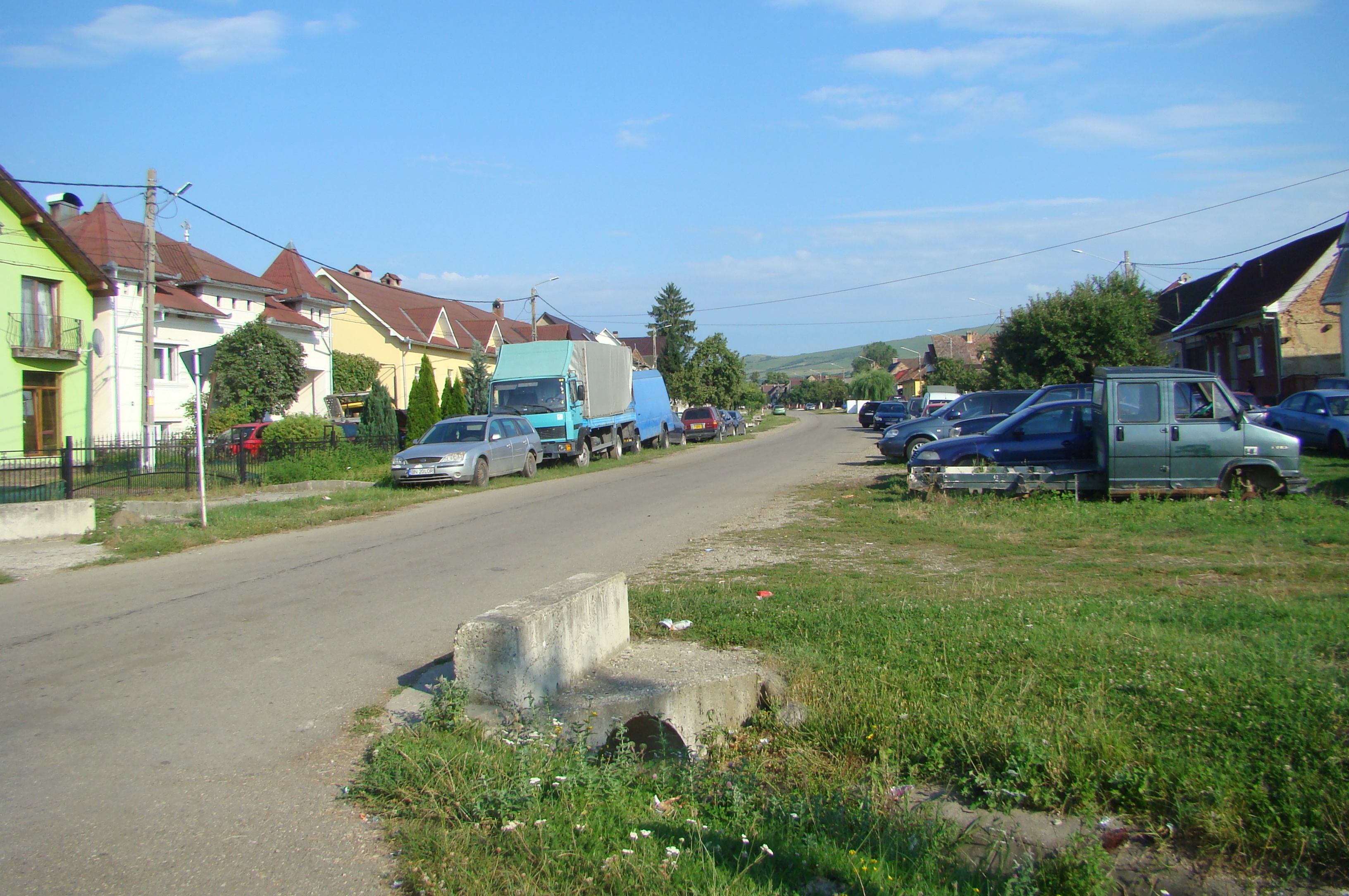
Satul Dumitrița
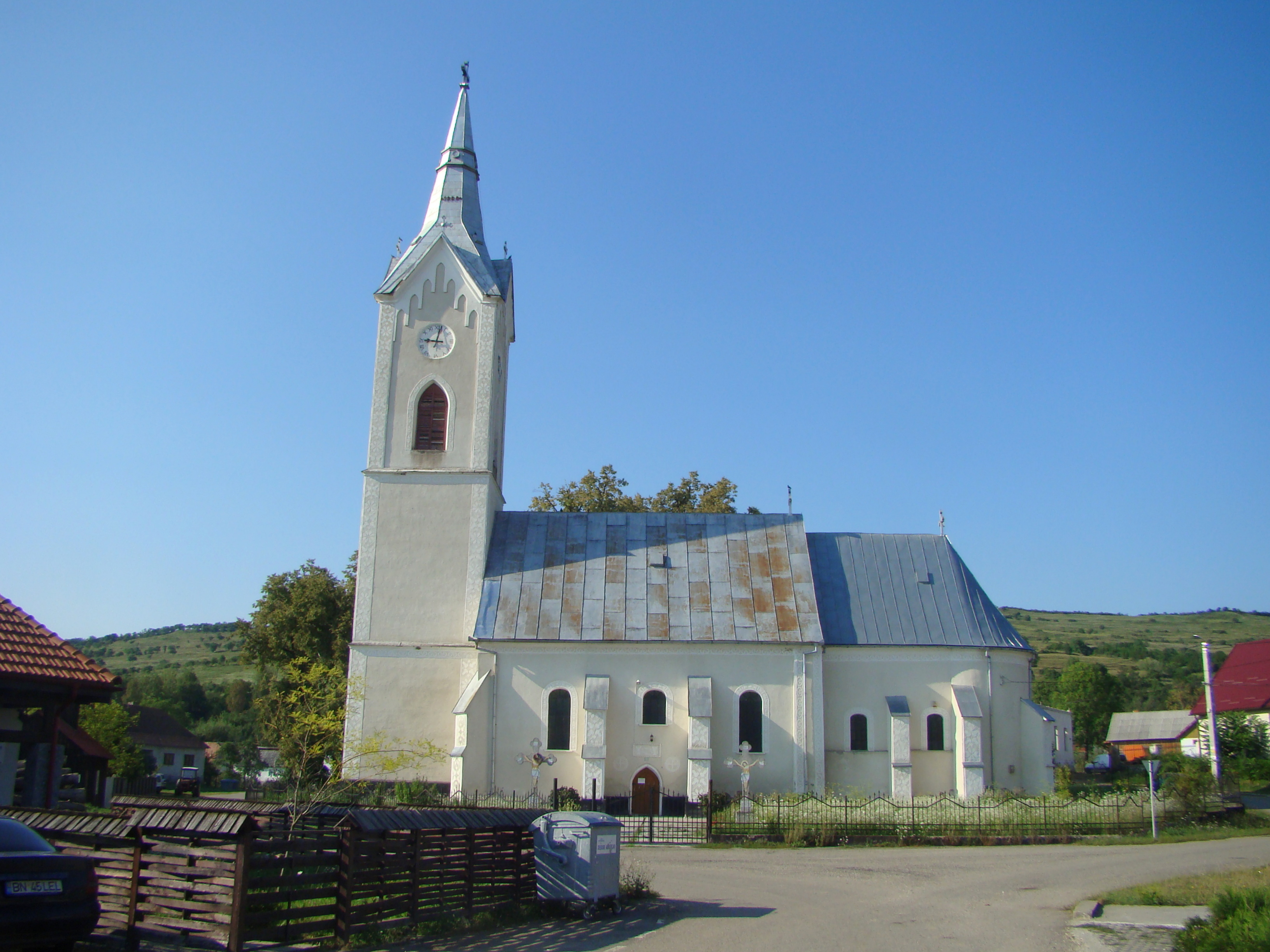
Biserica evanghelică, azi biserica ortodoxă „Sf. Ap. Petru și Pavel” din satul Dumitrița (monument istoric)
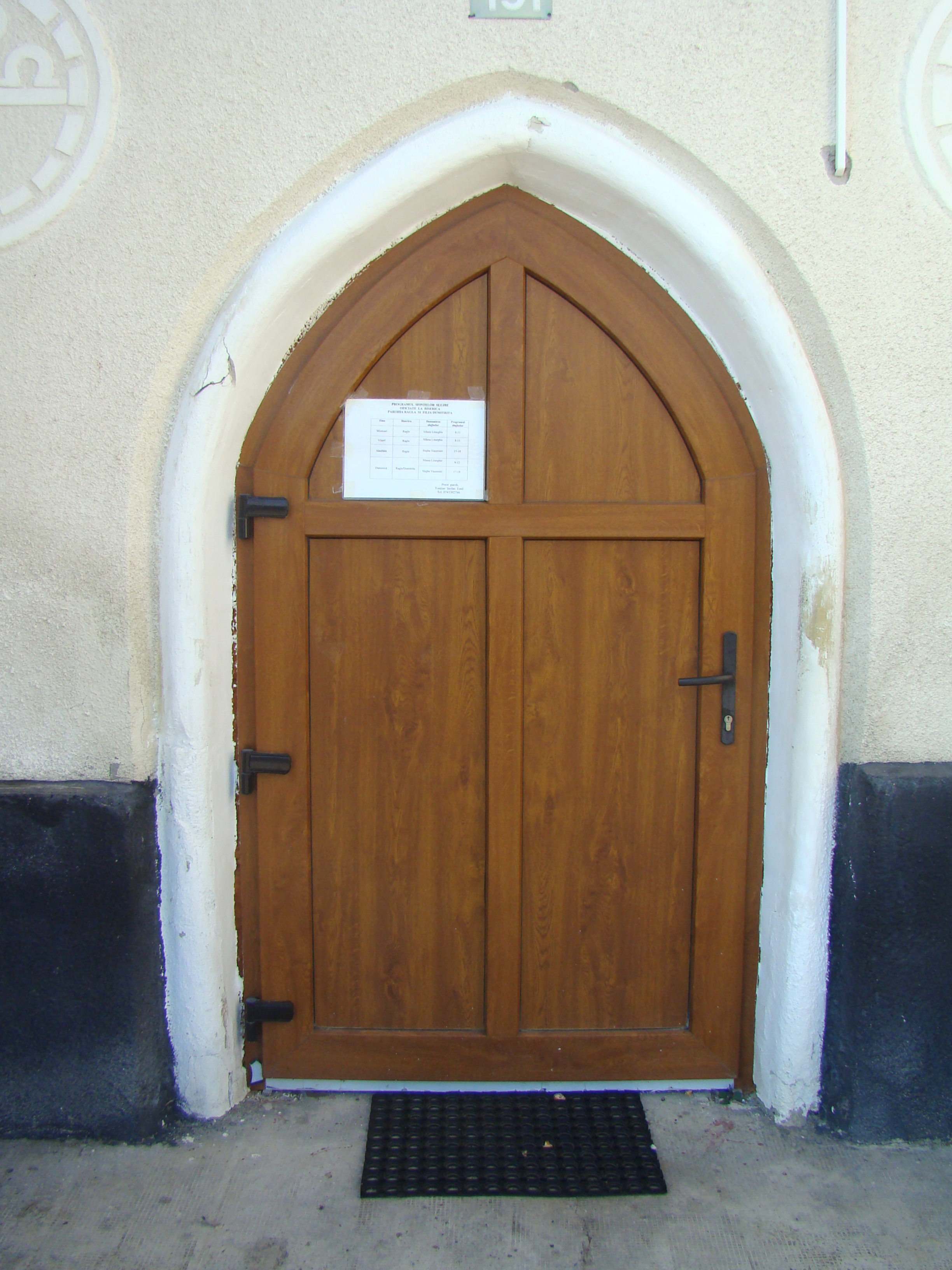
Portalul gotic în arc frânt al faţadei vestice
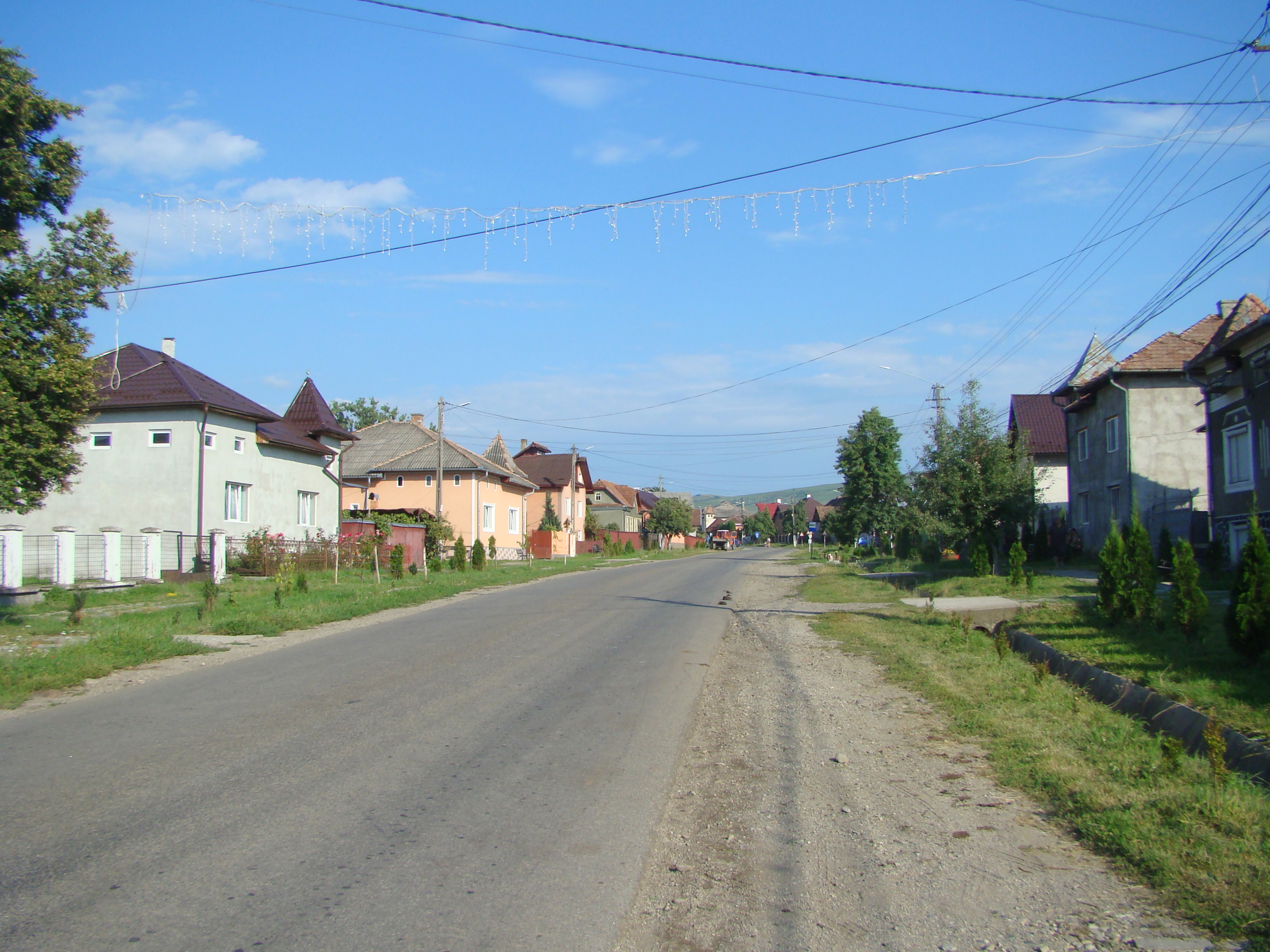
Satul Ragla
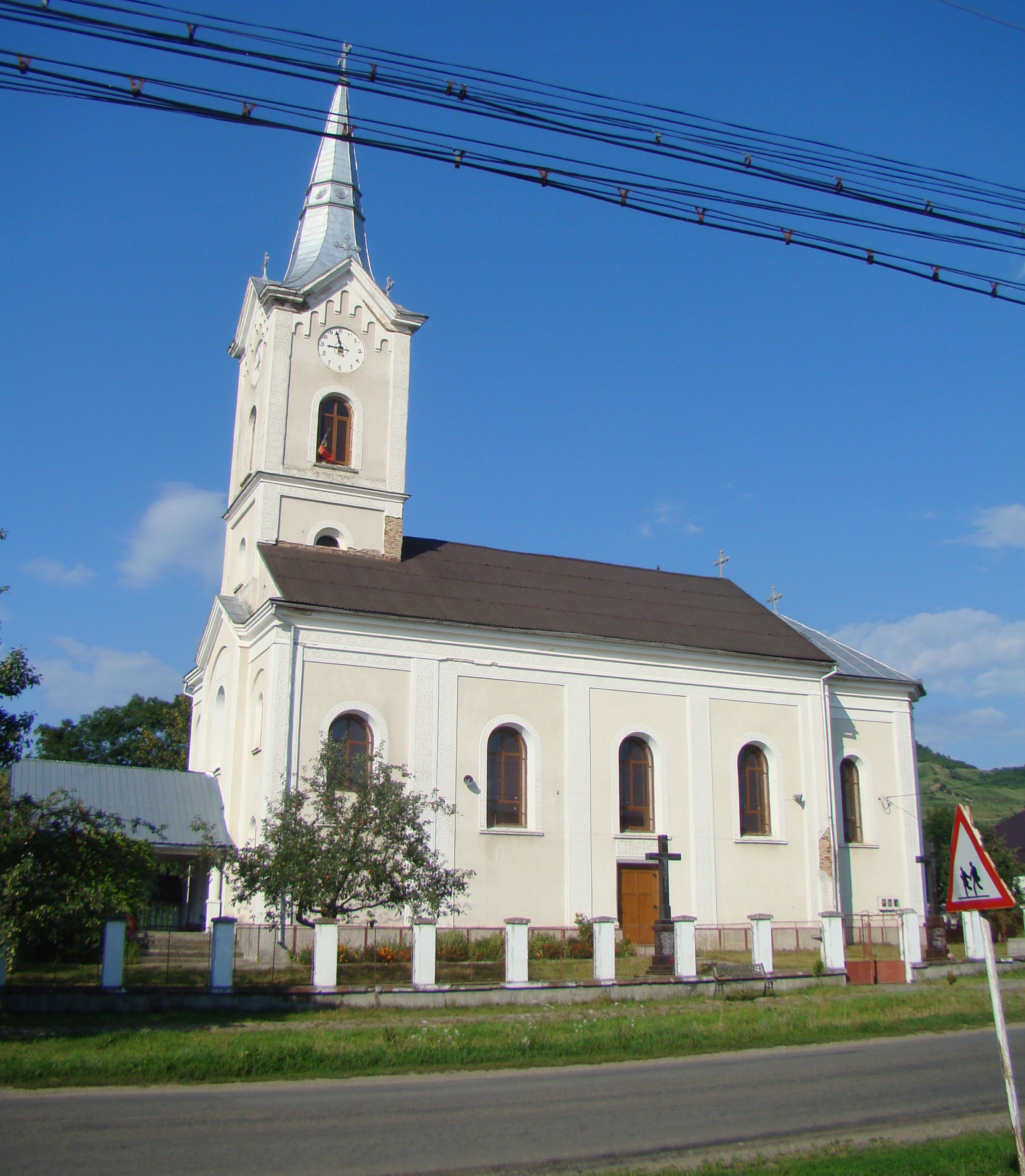
Biserica din satul Ragla
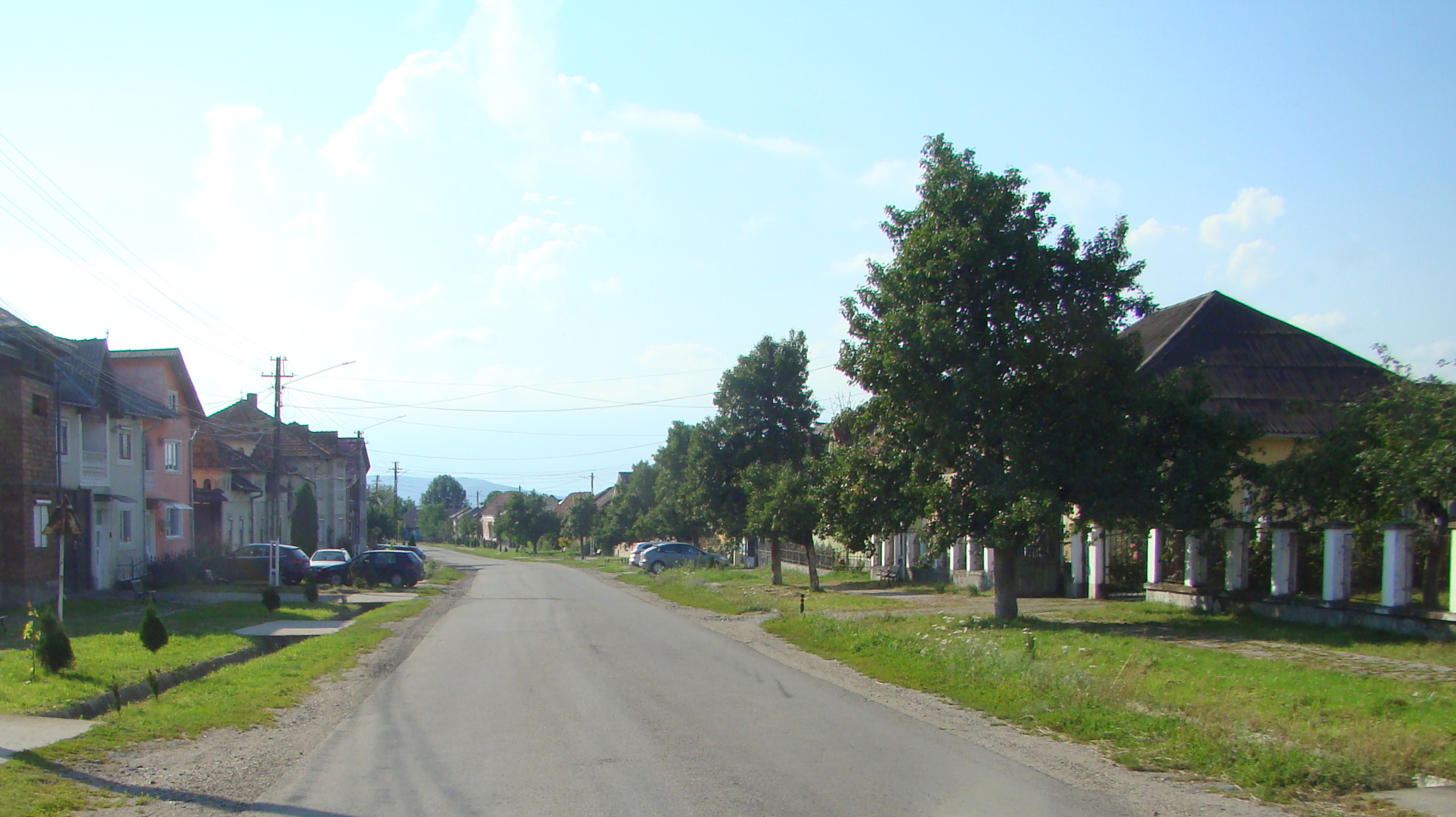
Satul Ragla
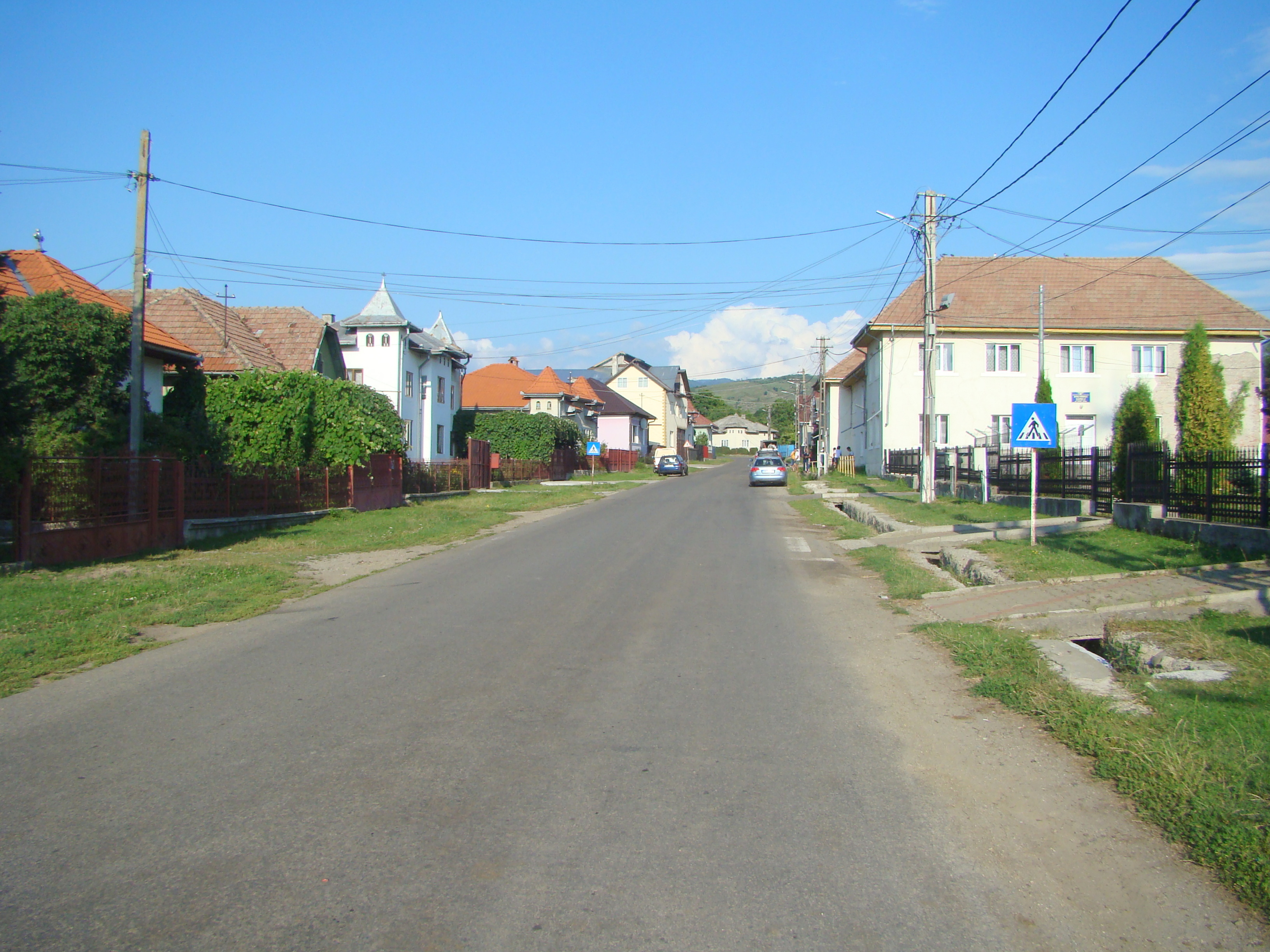
Satul Budacu de Sus
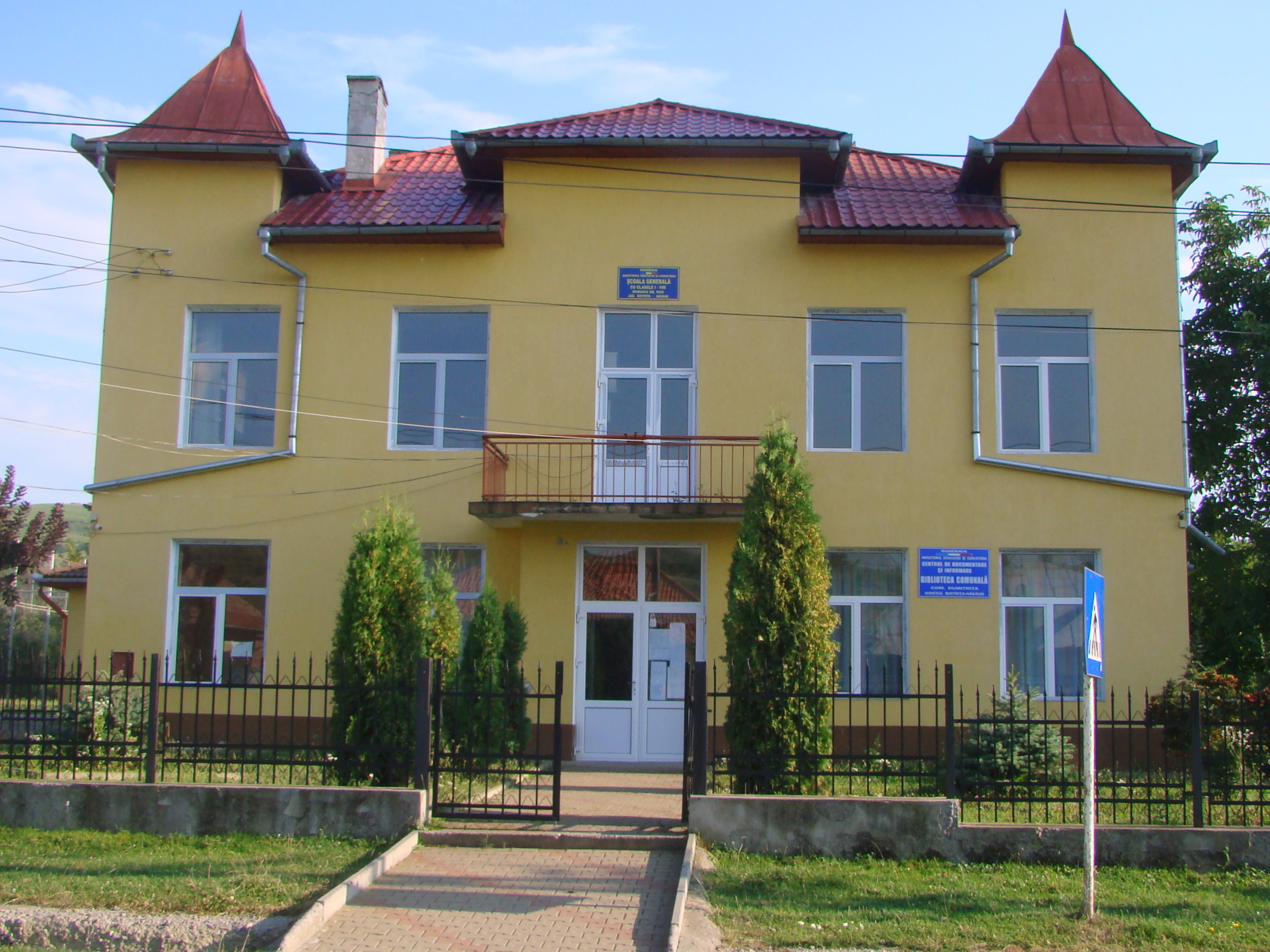
Școala din Budacu de Sus
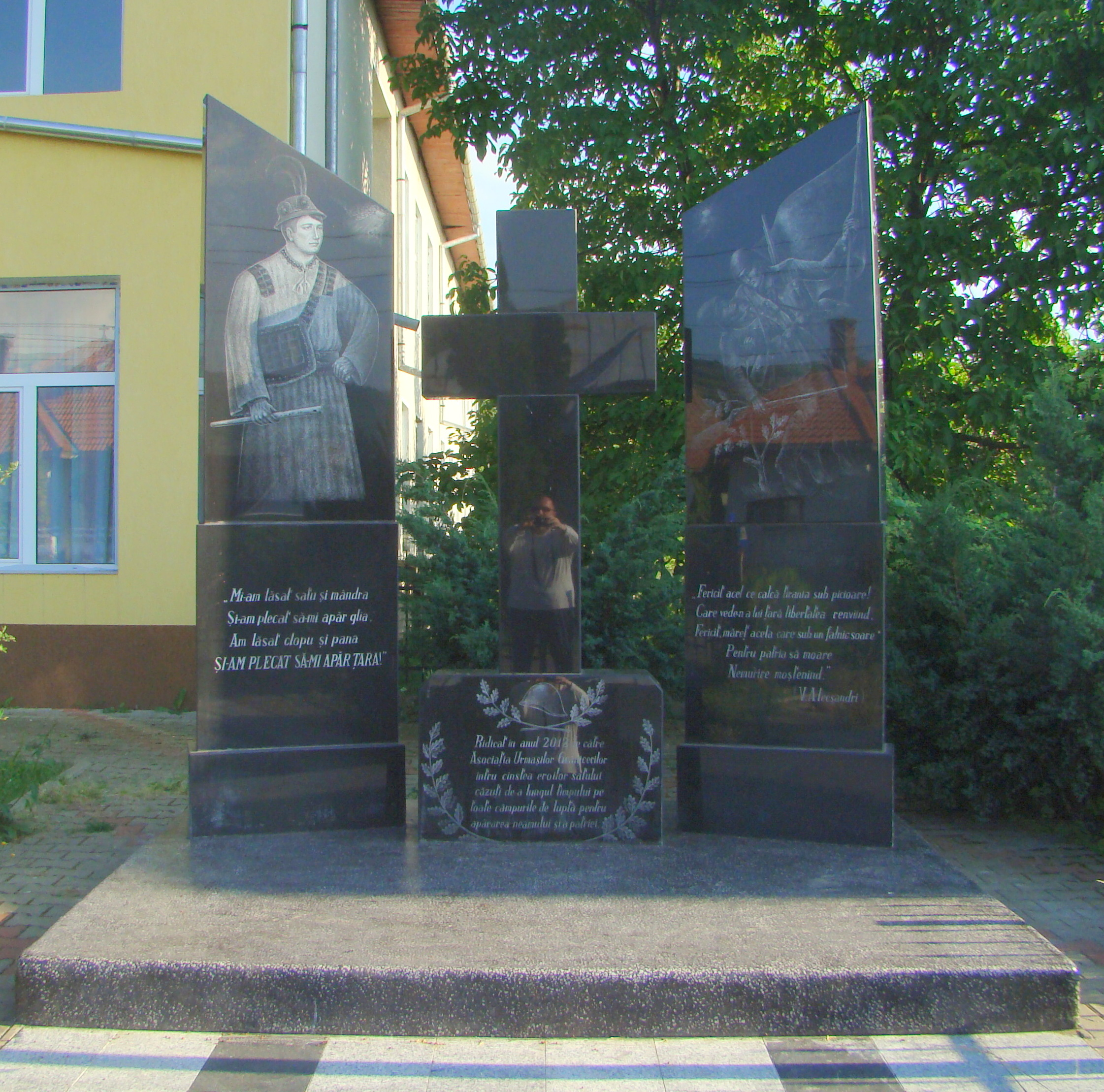
Monumentul eroilor
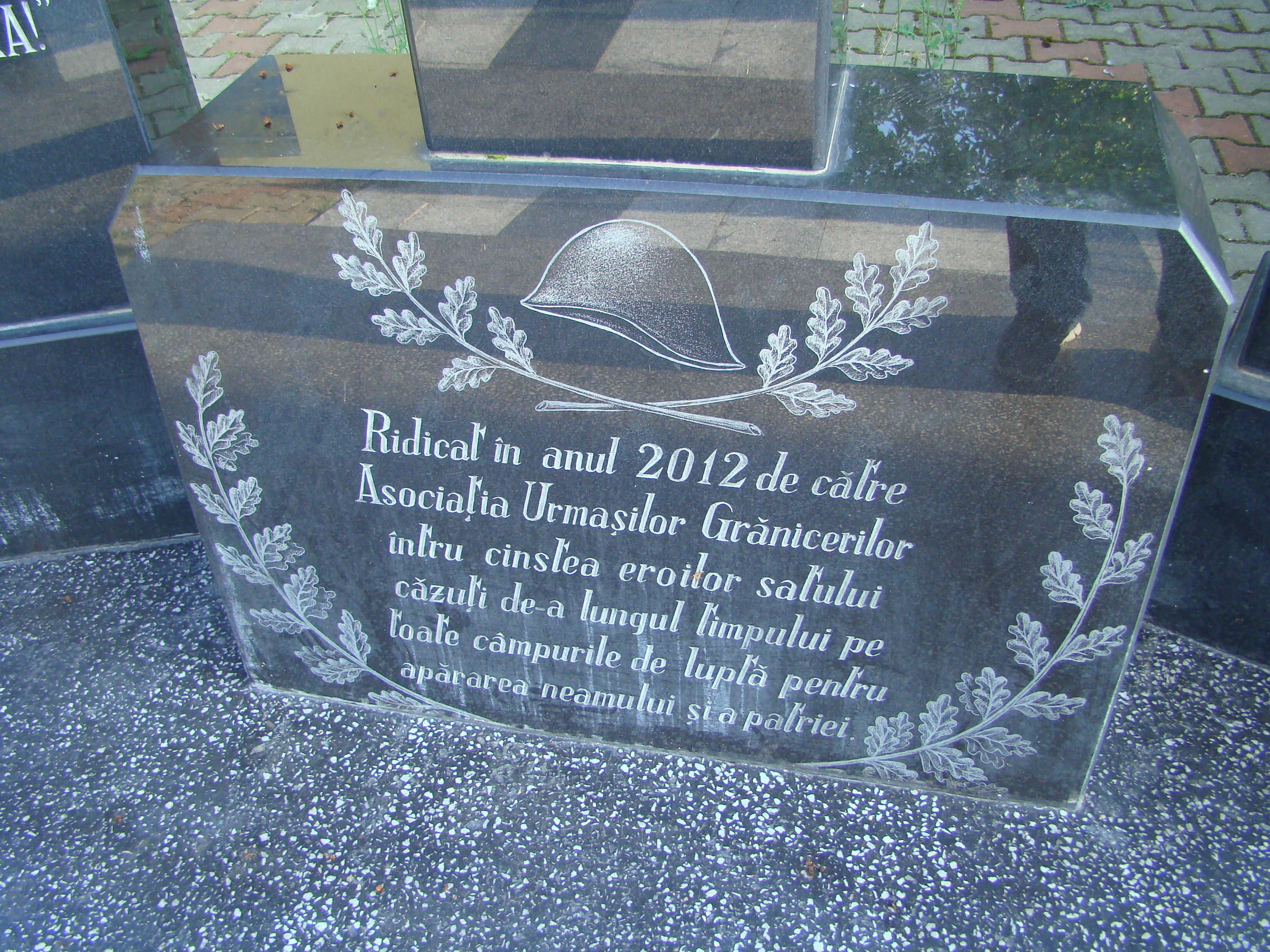
Monumentul eroilor (detaliu)
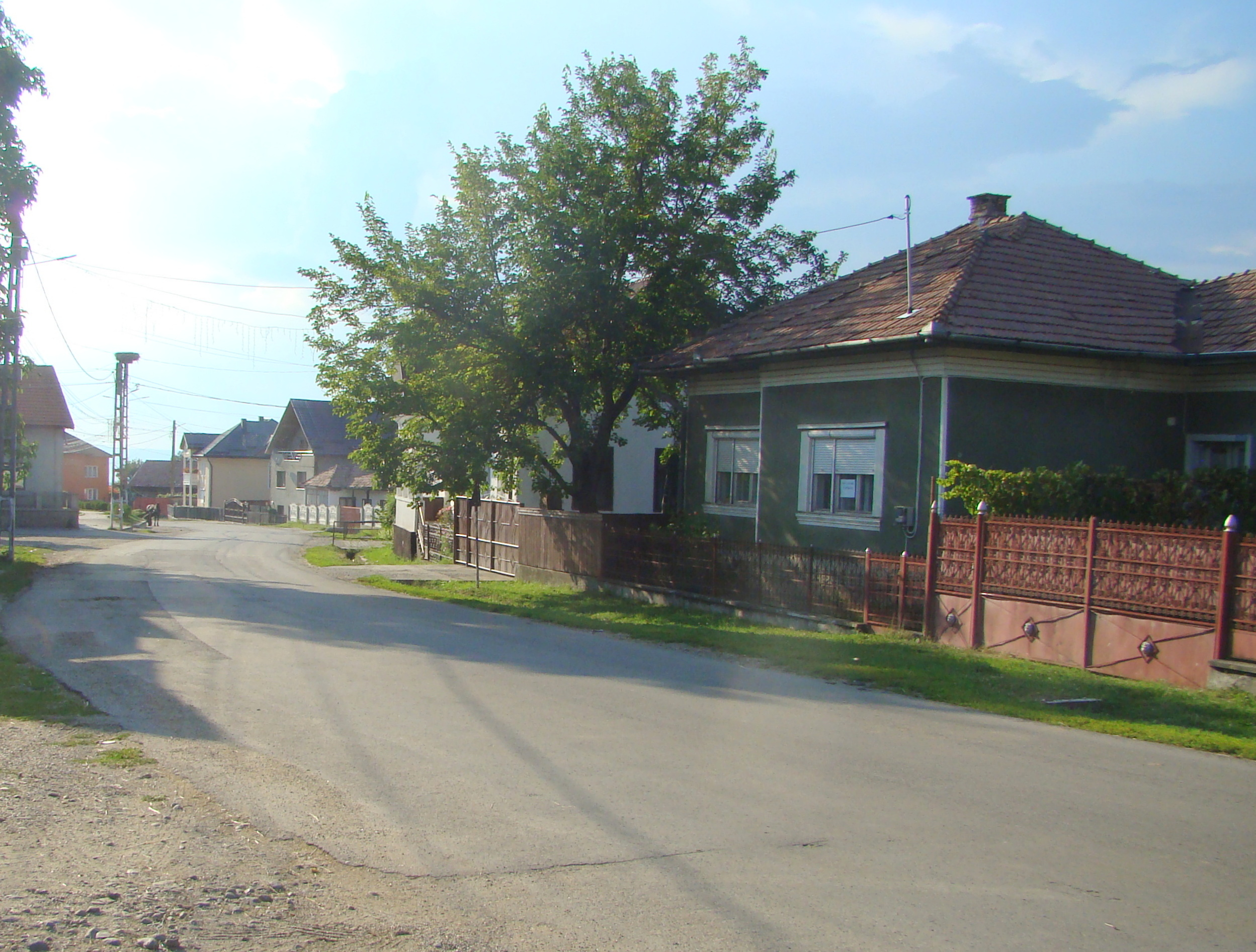
Satul Budacu de Sus
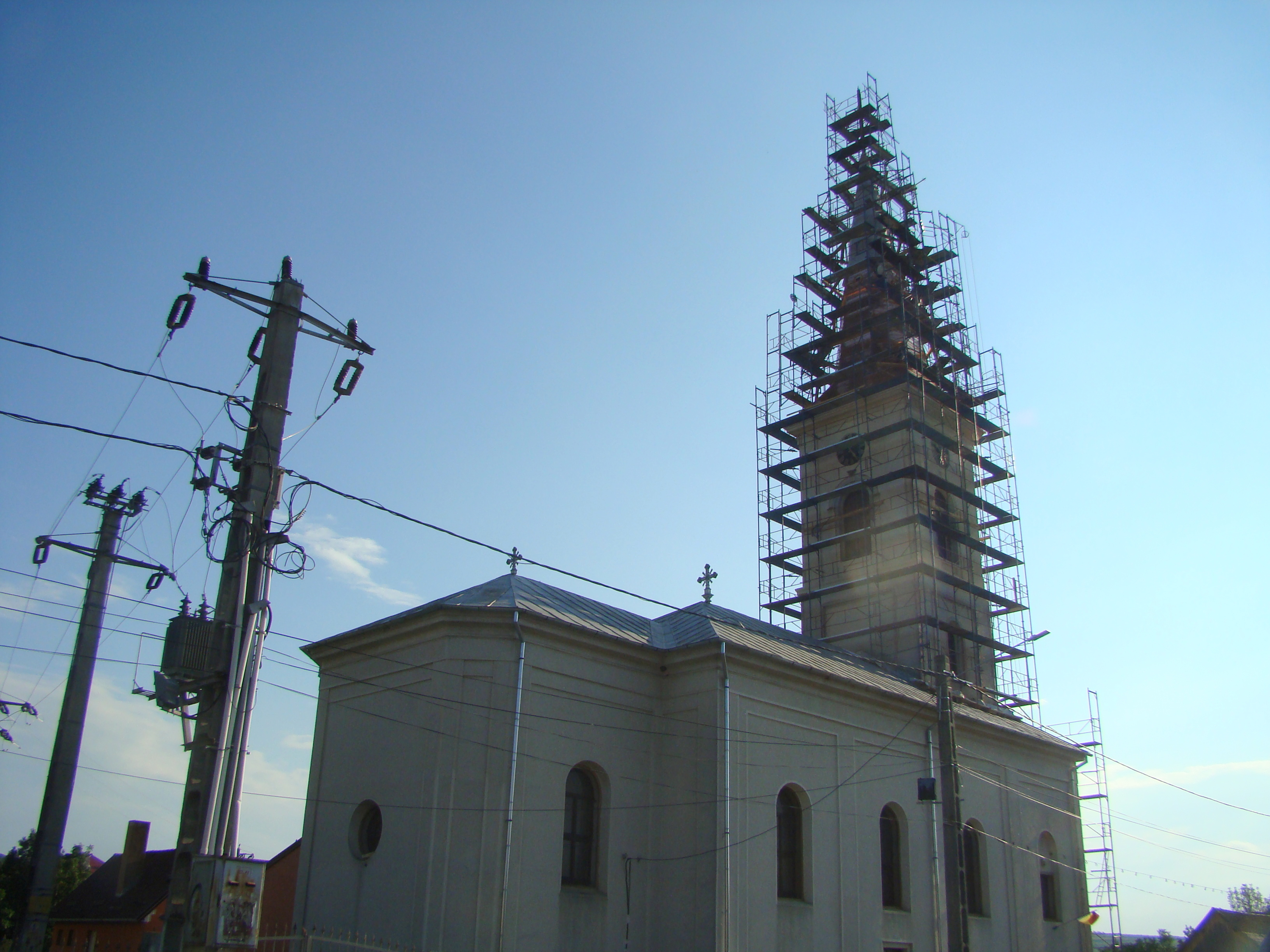
Biserica (construită în 1882, în reparații la momentul respectiv)